# Campeonato Mundial de Pelota Vasca
El Campeonato del Mundo de Pelota Vasca es un torneo creado en 1952 por la Federación Internacional de Pelota Vasca. Estuvo reservado para pelotaris de categoría aficionada, excluyendo a todo pelotari que haya pasado a profesionales, aunque los mismos se recalifiquen como aficionados, hasta el campeonato del 2018, en el que se permitió la presencia de profesionales.

## Historia
Las primeras ediciones se celebraron con un intervalo de tres años y a partir de 1962 se asentó la celebración cada 4 años. En las cinco primeras ediciones solo se otorgaban medallas de oro y plata y a partir del Mundial de 1970 se instauró la entrega de medallas de bronce. Asimismo el número de modalidades que se disputaban fueron variando en las primeras ediciones (llegándose incluso a disputar la plaza libre en los mundiales de 1952 y 1958), quedándose en 12 desde el mundial de 1966 hasta 1986. No obstante desde el mundial de 1990 hasta el 2010 quedó fijado el número de títulos a disputar en un total de 14, al entrar en juego dos títulos femeninos, en el 2014 se disputaron un total de 15 títulos con la introducción de la paleta goma femenina en frontón de 30 metros. En 2022 se sumaron la cesta punta femenina en frontón de 54 metros y la nueva modalidad de frontball, tanto masculino como femenino, así como la especialidad de pelota adaptada como deporte de exhibición, quedando por tanto, en un total de 18, títulos conforme el siguiente desglose:
| Especialidad            |
| Mano individual         |
| Mano parejas            |
| Paleta cuero            |
| Paleta goma (masculino) |
| Paleta goma (femenino)  |
| Xare                    |

| Especialidad    |
| Mano individual |
| Mano parejas    |
| Paleta cuero    |
| Pala corta      |

| Especialidad            |
| Frontenis (masculino)   |
| Frontenis (femenino)    |
| Paleta goma (masculino) |
| Paleta goma (femenino)  |

| Especialidad            |
| Cesta punta (masculino) |
| Cesta punta (femenino)  |

| Especialidad           |
| Individual (masculino) |
| Individual (femenino)  |

## Ediciones
| #  | Año  | País      | Ciudad                 | País ganador | Subcampeón | Tercero   |
| -- | ---- | --------- | ---------------------- | ------------ | ---------- | --------- |
| 1  | 1952 | España    | San Sebastián          | Francia      | España     | Argentina |
| 2  | 1955 | Uruguay   | Montevideo             | España       | Argentina  | México    |
| 3  | 1958 | Francia   | Biarritz               | Francia      | España     | Argentina |
| 4  | 1962 | España    | Pamplona               | Argentina    | España     | Francia   |
| 5  | 1966 | Uruguay   | Montevideo             | Francia      | México     | España    |
| 6  | 1970 | España    | San Sebastián          | España       | Francia    | Argentina |
| 7  | 1974 | Uruguay   | Montevideo             | Argentina    | Francia    | España    |
| 8  | 1978 | Francia   | Biarritz               | España       | Argentina  | Francia   |
| 9  | 1982 | México    | Ciudad de México       | Francia      | Argentina  | España    |
| 10 | 1986 | España    | Vitoria                | Francia      | España     | México    |
| 11 | 1990 | Cuba      | Santiago de Cuba       | España       | Francia    | México    |
| 12 | 1994 | Francia   | San Juan de Luz        | Francia      | España     | México    |
| 13 | 1998 | México    | Ciudad de México       | España       | México     | Argentina |
| 14 | 2002 | España    | Pamplona               | España       | Francia    | México    |
| 15 | 2006 | México    | Ciudad de México       | México       | España     | Francia   |
| 16 | 2010 | Francia   | Pau                    | España       | México     | Francia   |
| 17 | 2014 | México    | Zinacantepec           | México       | España     | Francia   |
| 18 | 2018 | España    | Barcelona              | Francia      | España     | México    |
| 19 | 2022 | Francia   | Biarritz               | España       | Francia    | México    |
| 20 | 2026 | Argentina | San Luis               |              |            |           |
| 21 | 2030 | España    | Bilbao-Guernica y Luno |              |            |           |

### Palmarés por países
| País      | Victorias | Subcampeonatos | Tercer lugar | Cuarto lugar | Total |
| --------- | --------- | -------------- | ------------ | ------------ | ----- |
| España    | 8         | 8              | 3            | 0            | 19    |
| Francia   | 7         | 5              | 5            | 2            | 19    |
| México    | 2         | 3              | 7            | 7            | 19    |
| Argentina | 2         | 3              | 4            | 10           | 19    |

### Medallero
|   | País           | Oro | Plata | Bronce | Total |
| - | -------------- | --- | ----- | ------ | ----- |
| 1 | España         | 78  | 83    | 41     | 203   |
| 2 | Francia        | 73  | 64    | 53     | 195   |
| 3 | México         | 53  | 43    | 36     | 132   |
| 4 | Argentina      | 49  | 28    | 19     | 96    |
| 5 | Uruguay        | 4   | 30    | 17     | 51    |
| 6 | Cuba           | 2   | 6     | 17     | 25    |
| 7 | Estados Unidos | 0   | 2     | 3      | 5     |
| 8 | Chile          | 0   | 0     | 6      | 6     |

Nota 1: Se contabilizan en primer lugar el total de las medallas de oro, luego las de plata y en último lugar las de bronce.
Nota 2: Desde 1952 hasta 1966 no se disputaron medallas de bronce.
Nota 3: La tabla incluye todas las modalidades, incluida las modalidades de Plaza Libre que se disputaron en los mundiales de 1952 y 1958.